# Johann Baptist Schindler

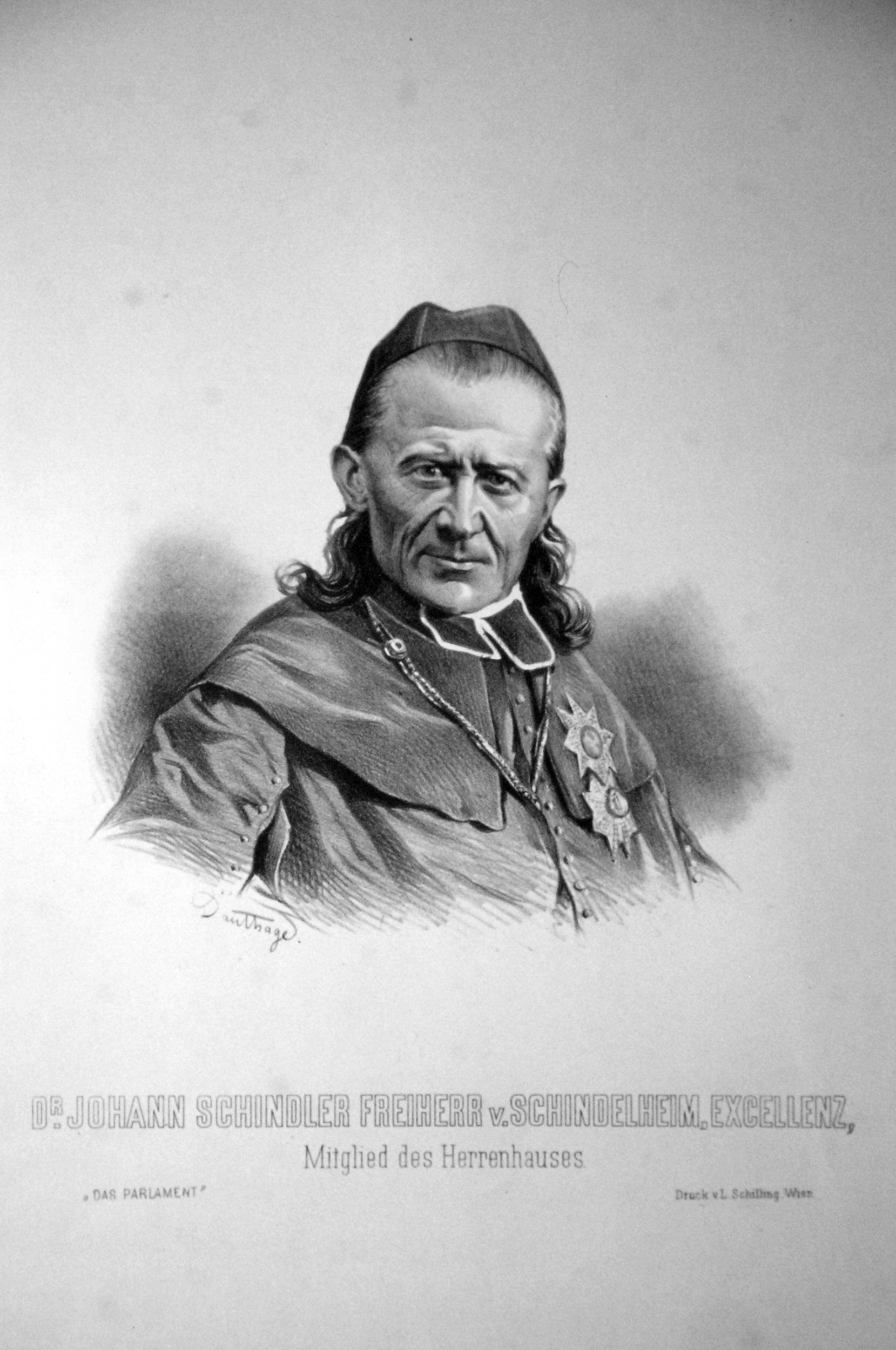
Johann Baptist Schindler, Freiherr von Schindelheim. Lithographie von Adolf Dauthage, ca. 1880

Johann Baptist Schindler, seit 1853 Freiherr Schindler von Schindelheim (* 3. September 1802 in Stanislau, Galizien; † 4. April 1890 in Krakau), Politiker und Theologe, war von 1840 bis 1846 Senatspräsident der damaligen Republik Krakau, außerdem k.k. wirklicher Geheimer Rat, Domherr zu Krakau, Mitglied des Herrenhauses des österreichischen Reichsrates auf Lebenszeit, Hausprälat des Papstes, Ritter der Eisernen Krone 1. Klasse und seit 1846 letzter Kommendatarabt des Klosters Mogila.

## Leben
Schindler war der Sohn eines Geometers. Er studierte an der Universität Lemberg Philologie sowie Theologie an der Universität Wien. Dort wurde er 1825 promoviert und im selben Jahr zum Priester geweiht. In Czernowitz arbeitete er als Katechet und Religionslehrer. An der Universität Krakau wurde er 1832 zum Professor berufen. Schindler lehrte bis zu seiner Emeritierung 1870 Neutestamentliche Bibelwissenschaften und orientalische Sprachen. Ab 1832 war er zudem Domherr in Krakau. 1840 bis zum Beginn des Krakauer Aufstands 1846 war er Senatspräsident der damaligen Republik Krakau, die in der Folge des Aufstandes am 16. November 1846 vom Kaisertum Österreich annektiert wurde. Schindler wurde 1853 geadelt und zum Freiherrn erhoben.

## Mitgliedschaften
Johann Baptist Schindler war Mitglied der Deutschen Morgenländischen Gesellschaft.